# Bintree
 (juillet 2023).
Bintree est une paroisse civile et un village du Norfolk, en Angleterre.